# Die Scholle
Die Scholle ist ein Tiermärchen (ATU 250A). Es steht in den Kinder- und Hausmärchen der Brüder Grimm ab der 4. Auflage von 1840 an Stelle 172 (KHM 172) und basiert auf Johann Jakob Nathanael Mussäus’ Die Königswahl unter den Fischen im Jahrbuch des Vereins für meklenburgische Geschichte und Alterthumskunde von 1840. Ludwig Bechstein übernahm es nach derselben Quelle in sein Neues deutsches Märchenbuch 1856 als Der Fischkönig (Nr. 25).

## Inhalt
Bei den Fischen herrscht Chaos. Sie wollen daher den zum König wählen, der am schnellsten schwimmen kann, um Schwächeren zu helfen. Beim Rennen liegt der Hering vorn. Die Scholle ruft neidisch „De nackte Hiering?“. Seitdem steht ihr zur Strafe das Maul schief.

## Herkunft und Bearbeitung

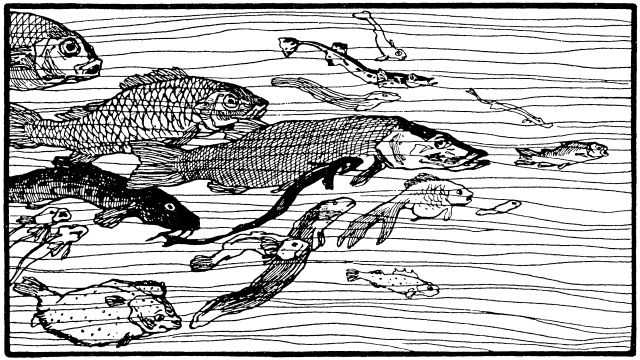
Illustration von Otto Ubbelohde, 1909

In Ergänzung zu KHM 171 Der Zaunkönig zeigt der Text eine Königswahl der Fische und stammt ebenfalls von Johann Jakob Nathanael Mussäus, der ihn 1840 als Die Königswahl unter den Fischen veröffentlicht hatte. Statt dessen einfacher Ausgangsmotivation, dass alles sonst auch einen König hat, schildert Grimm, wie die Fische durcheinander schwimmen und einander auffressen. „Wie trefflich wäre es, wenn einer unter uns Recht und Gerechtigkeit übte in diesem kalten Wasserreiche!“ wird zu „Wie schön wäre es, wenn wir einen König hätten, der Recht und Gerechtigkeit bei uns übte.“ Die Handlung blieb gleich. Grimms spätere Auflagen unterscheiden sich nicht.
Eine ältere Vorlage ist nicht bekannt. Solche Erklärungssagen waren im 19. Jahrhundert besonders verbreitet, hier als Warnerzählung vor Überheblichkeit. Anders als Ludwig Bechsteins spätere Bearbeitung Der Fischkönig (Neues deutsches Märchenbuch 1856, Nr. 25) verzichtete der eher monarchistisch eingestellte Wilhelm Grimm auf Anspielungen auf die politische Lage in Deutschland. Bechstein fand Mussäus‘ und Grimms Text „fast allzukurz.“ Er streut ironische Bemerkungen ein: „Die Sternseher, auch eine Fischart, prophezeiten, daß aus der Königswahl, wie bei so mancher in der Menschenwelt, nichts Gescheites herauskommen werde;“ tatsächlich habe der König sich nicht behaupten können: „Es gibt gar zu viele Königsfresser.“
Ursprungsgeschichten zum hässlichen Plattfisch, der anderen Fischen oder Heiligen eine Fratze schnitt, gab es schon vor Grimm v. a. in Meeresgebieten, und betreffen seltener Seezunge, chinesischen Barsch, den brasilianischen Aramança oder den japanischen Trepang. Vorliegende Mischung von AaTh 250 A Flunder mit der Königswahl der Tiere soll hauptsächlich an Nord- und Ostsee vorkommen.